# Prayssas
Prayssas – miejscowość i gmina we Francji, w regionie Nowa Akwitania, w departamencie Lot i Garonna.
Według danych na rok 1990 gminę zamieszkiwały 784 osoby, a gęstość zaludnienia wynosiła 30 osób/km² (wśród 2290 gmin Akwitanii Prayssas plasuje się na 528. miejscu pod względem liczby ludności, natomiast pod względem powierzchni na miejscu 348.).